# Наказ: вогонь не відкривати
«Наказ: вогонь не відкривати» (рос. «Приказ: огонь не открывать») — російський радянський воєнний фільм Валерія Ісакова та Юрія Іванчука, перший фільм дилогії — наступний Наказ: перейти кордон. Присвячений рокам Другої світової війни напередодні радянсько-японської війни. Прем'єра відбулась у лютому 1982 року.

## Сюжет фільму
Події фільму розгортаються у серпні 1941 року. В той час, коли на заході країни ведеться опір наступаючим військам німців, батальйон під керівництвом капітана Тихонова поїздом направляється до кордону з Маньчжурією. Там їхньою задачею є створення оборонної позиції на східному кордоні. Спочатку вони вважають свою задачу легкою і мріють про західний фронт, вести бої з німцями. Однак, невдовзі виясняється, що тут також не тихо. Японські війська проводять провокаційні дії, вимушуючи радянські війська першими відкрити вогонь. Події фільму закінчуються в травні 1945 року, коли Німеччина капітулювала, і тепер єдиним ворогом залишається Японська імперія.

## В ролях
| Актор             | Роль                          |
| ----------------- | ----------------------------- |
| Владлен Бірюков   | капітан Тихонов               |
| Наталя Єгорова    | медсестра Катерина            |
| Ернст Романов     | політрук Буткін               |
| Олександр Потапов | сержант Шльонкін              |
| Микола Іванов     | Філіп Єгоров                  |
| Олександр Силін   | червоноармієць Єфим           |
| Євген Герасимов   | сержант Соловей               |
| Віктор Незнанов   | старший лейтенант Ведьорніков |
| Микола Гринько    | Разін                         |
| Сергій Сазонтьєв  | Тарасенко                     |
| Раджаб Адашев     | Кукенбаєв                     |
| Вадим Захарченко  | Алєксєєв                      |
| Ігор Пушкарьов    | Серьожкін                     |
| Олексій Сафонов   | старший лейтенант Сергачов    |

## Знімальна група
- Режисери: Валерій Ісаков, Юрій Іванчук
- Сценаристи: Георгій Марков, Едуард Шим
- Оператор: Валерій Гінзбург
- Композитор: Марк Мінков